# ادات شفر
در منطق و ریاضیات، ادات شفر یا (NAND) یک عملگر منطقی دوتایی است، که نتیجهٔ آن در صورتی که عطف منطقی عملوندهای آن نادرست باشد درست خواهد بود و در غیر این صورت نادرست است.
ادات شفر با علامت «|» یا «↑» نمایش داده می‌شود به این ترتیب معنی {\displaystyle A|B} می‌شود: «نه هم A و هم B» که معادل {\displaystyle \neg (A\land B)} می‌باشد.

## قضیه
ادات شفر کامل است.
برای اثبات آن کافی است ادات دیگر را بر حسب «|» تعریف کنیم:
{\displaystyle \neg P\equiv P|P}
{\displaystyle P\wedge Q\equiv (P|Q)|(P|Q)}
{\displaystyle P\vee Q\equiv (P|P)|(Q|Q)}
{\displaystyle P\rightarrow Q\equiv P|(Q|Q)\equiv P|(P|Q)}